# Tulipa iliensis
Tulipa iliensis är en liljeväxtart som beskrevs av Eduard August von Regel. Tulipa iliensis ingår i släktet tulpaner, och familjen liljeväxter. Inga underarter finns listade.